# Arnold Clementschitsch

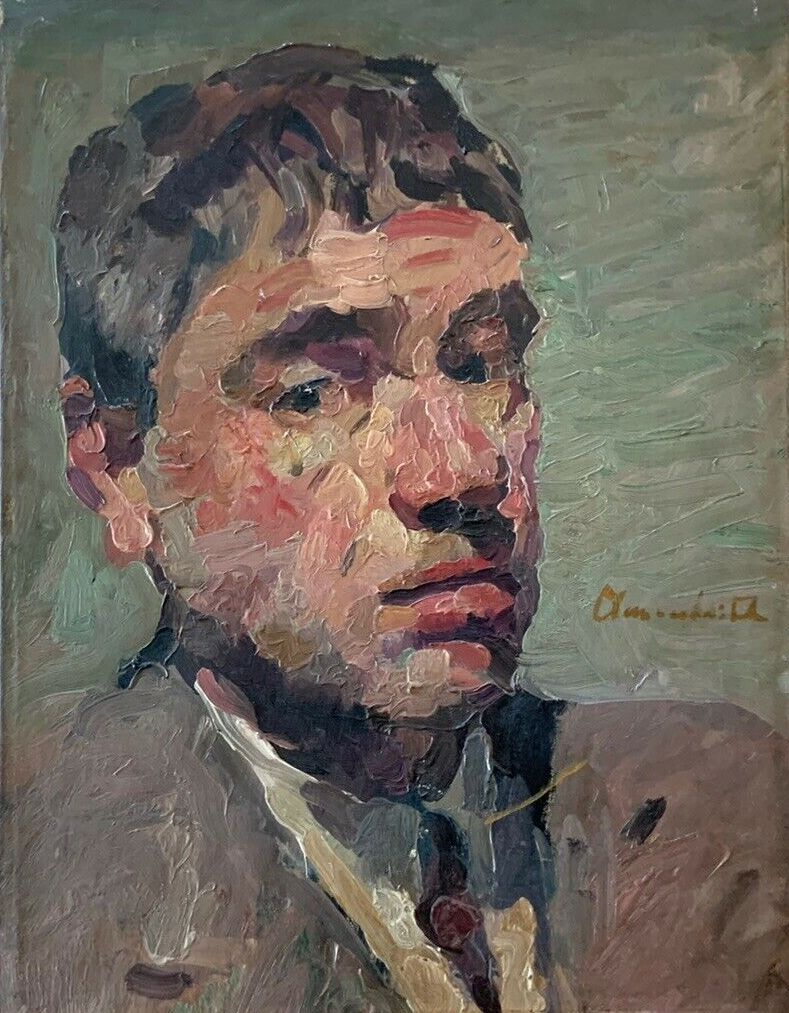
Arnold Clementschitsch – Selbstporträt (ca. 1910)

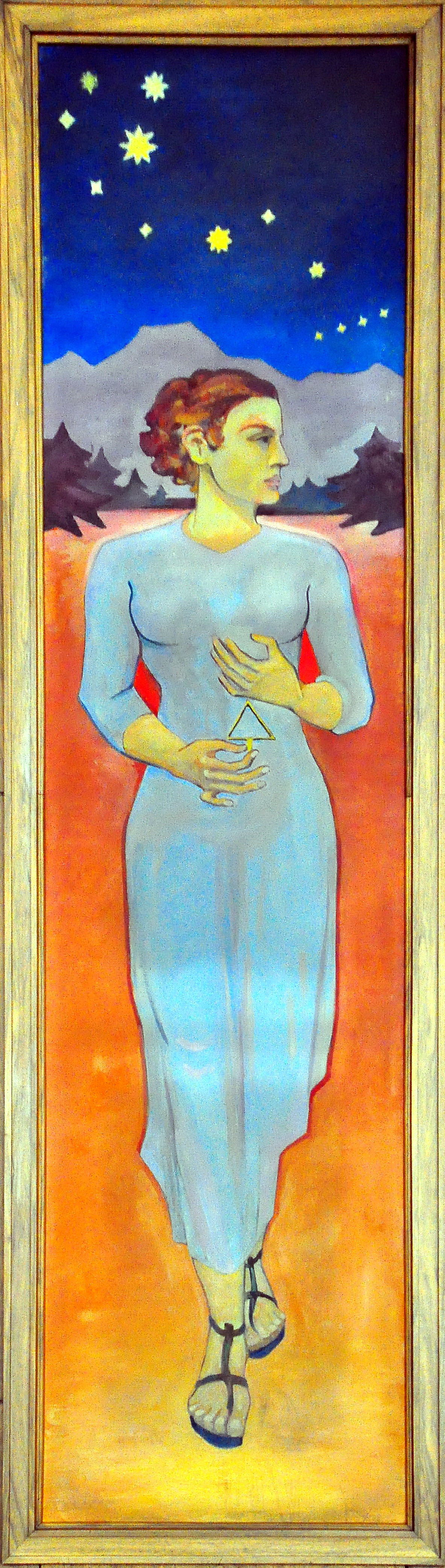
Wandgemälde Nr. 1 im großen Festsaal der Klagenfurter Wirtschaftskammer

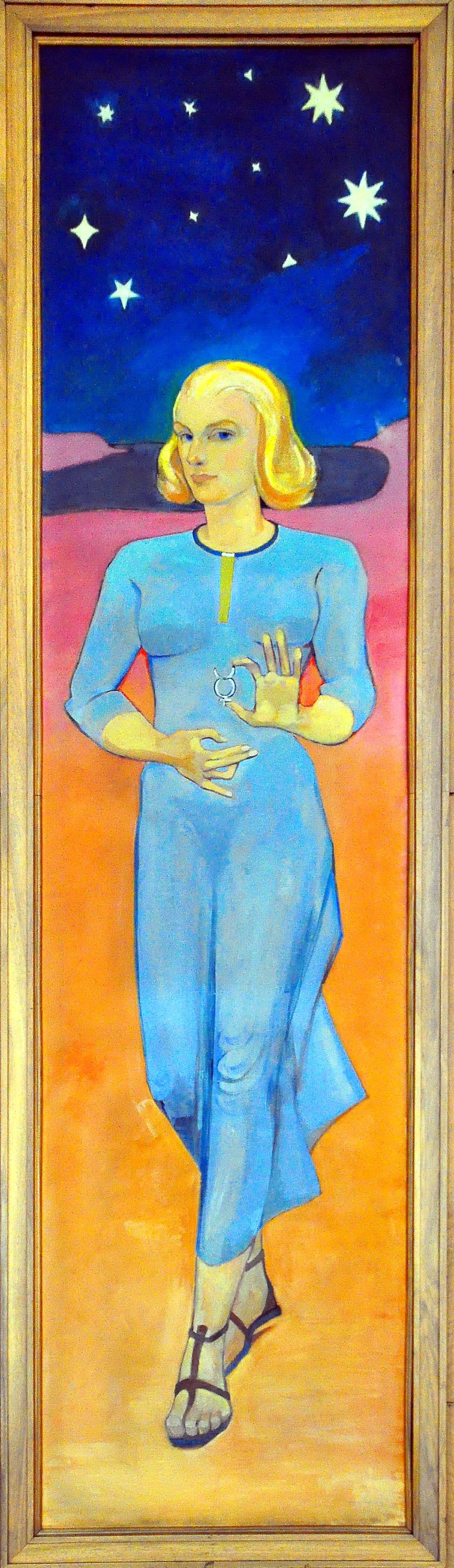
Wandgemälde Nr. 2 im großen Festsaal der Klagenfurter Wirtschaftskammer

Arnold Jacob Clementschitsch (* 18. Juni 1887 in Villach; † 10. Dezember 1970 ebenda) war ein österreichischer Maler.

## Leben
Der Villacher Landschafts- und Genremaler Arnold J. Clementschitsch brachte so etwas wie einen großstädtischen Zug in die Kärntner Malerei. „Er ist der einzige, der spürbar die Verbindungen herstellt zur spezifischen Kunstäußerung zweier Städte: zu Wien und München (Leopoldine Springschitz).“ Clementschitsch war der Sohn eines Rechtsanwaltes und wurde am 18. Juni 1887 in Villach geboren. Die erste Begegnung mit der Malerei fand statt, als Clementschitsch als kleines Kind der Drang über ihn kam, in ein Landschaftsgemälde Canzianis im Elternhaus, einen Mann und Hund hineinzuzeichnen. Das war die erste bewusste Erinnerung an die Malerei. Von frühester Kindheit durch die Malerei geprägt, war Clementschitsch rein interessenmäßig der Malerei sehr geneigt und fertigte immer wieder Porträts vieler seiner Geschwister an, ohne noch die feste Absicht zu haben, den Beruf der Malerei auszuüben. Im Elternhaus waren immer wieder Künstler zu Besuch, die für die Familie Auftragswerke ausführten, so war ihm das Glück beschieden, ganz genau und stundenlang deren Arbeitsstil zu beobachten. Da Clementschitsch in seiner frühen Jugend bei seiner Familie mütterlicherseits eine Zeit lang in Italien verbrachte, prägte ihn wahrscheinlich auch die Berührung mit der friulanischen, mittelalterlichen Kunst und der humanistisch-philosophische Zugang jener italienischen Verwandtschaft. Einer jener Verwandten Carl Andreas Picco, gründete auch 1873 das Villacher Stadtmuseum.
Als er mit 19 Jahren in einem Wiener Bankhaus volontierte, erwachte in ihm der Wunsch, Maler zu werden, den er zwei Jahre später auch in die Tat umsetzte. Er war häufig gesehener Gast im kunsthistorischen Museum Wien. Der Villacher gab 1908 den Bankberuf auf und nützte die Ausbildungsmöglichkeiten, die ihm die Reichshauptstadt bot. So besuchte er die Graphische Lehr- und Versuchsanstalt und lernte dort bei Hubert Landa und Erwin Puchinger.
Ein Jahr später wechselt er an die Akademie der Bildenden Künste und 1910 an die Kunstgewerbeschule am Stubenring. 1911 ging Clementschitsch auf die Akademie der Bildenden Künste nach München. 1915 musste der Künstler einrücken. Nach dem Krieg blieb Clementschitsch in Kärnten und zog auf die von den Eltern geerbte Rauterhube oberhalb von Annenheim, wo er zu seinem ganz persönlichen Malstil fand. Eines der Hauptmotive bildete der Ossiacher See.
Springschitz: „Begegnungen mit Kärntner Künstlern, mit Herbert Boeckl 1924, der Clementschitschs Aktmalerei wesentlich anregte, mit dem vornehmen lyrischen Landschaftsmaler Felix Esterl Ende der zwanziger Jahre, brachten die menschlichen und künstlerischen Bindungen zur Malerei des Landes.“ Er war dann auch der bevorzugte Porträtist vieler Kärntner Familien. In Wien war er schon bei seiner ersten Kollektivausstellung 1920 in der Secession mit seinen höchst originellen Straßenbildern aufgefallen. Es folgten Ausstellungen in Barcelona (1928), Venedig (1932) und Wien (1953). Er kann neben Thöny als einziger österreichischer Vertreter des Blauen Reiters gezählt werden.
Auf den „Anschluss“ Österreichs und die damit einhergehende Etablierung nationalsozialistischer Kunstästhetik reagierte Clementschitsch laut dem Historiker Werner Koroschitz mit teilweiser Anpassung und einem Rückzug ins Konventionelle. 1940 befand Villachs NS-Kreisleiter Peter Piron, dass Clementschitschs Verhalten zu Staat und Partei einwandfrei sei und er die Veranstaltungen der NSDAP besuche. Im Sommer 1939 hatte der Künstler dem Ministerium für innere und kulturelle Angelegenheiten ein Porträt von Adolf Hitler um 600 Reichsmark zum Kauf angeboten. In der Stellungnahme des Ministeriums vom 21. Juli 1939 hieß es dazu: „Das von Clementschitsch zum staatlichen Ankauf eingereichte Ölportrait des Führers konnte nicht für den Ankauf in Aussicht genommen werden, da trotz aller hohen malerischen Qualitäten die Portraitähnlichkeit nicht entsprechend gelungen ist.“ Gleichzeitig wurde dem „beachtenswerten Künstler, der unter den Kärntner Koloristen einen hervorragenden Platz einnimmt“ aufgrund seiner finanziellen Notlage eine Unterstützung aus dem Künstlerhilfefonds in der Höhe von 250 Reichsmark zuerkannt. Im Jänner 1941 empfahl der Reichsstatthalter in Kärnten den Schulen den Ankauf eines „vom heimischen Künstler“ Clementschitsch in Achtfarbendruck herausgebrachten „Führerbildes“ zum Preis von 18 Reichsmark: „Zu beziehen ist es durch Spranger, Klagenfurt, und Strein, Villach.“ Ein Jahr später erhielt Clementschitsch vom Villacher Oberbürgermeister Oskar Kraus den Auftrag, ein Porträt des 1939 verstorbenen Gauleiters Hubert Klausner anzufertigen. Es wurde ihm dafür ein ansehnliches Honorar von 6.000 Reichsmark zugesichert, das je nach Arbeitsfortschritt ausgezahlt werden sollte. Die Arbeit am Porträt dürfte aber über anfängliche Bleistiftskizzen nie hinausgekommen sein. Der Maler kam der Aufforderung nicht nach, gegenüber dem Gauamt in Klagenfurt Rechenschaft über den Fortgang der Arbeit abzulegen. Während der NS-Zeit bot die Porträtmalerei Clementschitsch ein dürftiges Einkommen. Im Juli 1941 war er bei der vom damaligen Salzburger Gauleiter, Friedrich Rainer, und dem kommissarischen Leiter des Kärntner Kunstvereins, Max Bradaczek, veranstalteten Großen Kärntner Kunstschau vertreten. Das von Clementschitsch für eine Ausstellung im Haus der Deutschen Kunst in München eingereichte Gemälde „Die fröhliche Wissenschaft“ wurde hingegen abgelehnt. 1943 schuf Clementschitsch ein Porträt des Schriftstellers Hans Sittenberger, der im selben Jahr für sein Lebenswerk den Schrifttumspreis des Gauleiters der NSDAP in Kärnten erhielt. Sittenberger wurde schon 1940 mit dem Kärntner Literaturpreis für sein Drama „Sturm überm Land“ ausgezeichnet, das dem Juliputsch von 1934 gewidmet war. Von 1945 bis 1948 war Clementschitsch mit der Leitung des Kärntner Landesinstituts für bildende Kunst in Klagenfurt betraut.
Arnold Clementschitsch war zuletzt gelähmt und starb 83-jährig am 10. Dezember 1970 im Pflegeheim des Villacher Landeskrankenhauses. Mit seinem Werk und dem prachtvollen Selbstporträt von 1946 bleibt dieser Kärntner über den Tod hinaus gegenwärtig.

## Auszeichnungen
- 1937: Ehrenbürger der Stadt Villach
- 1947: Professorentitel
- 1963: Großer Österreichischer Staatspreis für Bildende Kunst
- 1978: Straßenbenennung in Maria Gail

## Werke
- Selbstporträt (ca. 1910)
- Selbstporträt (1946)
- Zwei Wandgemälde (1952) im großen Festsaal der Klagenfurter Wirtschaftskammer

## Ausstellungen
- Arnold Clementschitsch (1887–1970), Museum Moderner Kunst Kärnten, Klagenfurt, 7. April bis 4. September 2016